# R·O·瓦尔朗格
里弗·奥尼尔·瓦尔朗格（英語：River O'nell Wallang），印度前外交官，曾任印度駐贊比亞兼駐馬拉維高級專員、印度駐塞舌爾高級專員等職務。

## 经历
1977年，加入印度外事服務部。至1994年，曾在大馬士革、薩那、馬德里、利雅得的印度使團任職。1985年至1987年，在印度外交部處理阿拉伯國家事務部門任職。2001年至2003年，任南亚区域合作联盟聯祕。
1997年9月11日至2001年5月15日，任印度駐塞舌爾高級專員。2003年至2005年擔任印度駐日本大阪-神戶總領事。2005年10月27日至2008年6月30日，任印度駐贊比亞兼駐馬拉維高級專員，同時擔任印度駐東部和南部非洲共同市場代表。
2008年退休。後擔任印度紅十字會梅加拉亞邦分會主席，並積極參與各種宗教和社會組織的活動。